# Kékkoronás amazon
A kékkoronás amazon (Amazona ventralis) a madarak osztályának papagájalakúak (Psittaciformes)  rendjébe és a papagájfélék (Psittacidae) családjába tartozó faj.

## Rendszerezése
A fajt Philipp Ludwig Statius Müller német zoológus írta le 1776-ban, a Psittacus nembe Psittacus ventralis néven.

## Előfordulása
A Karib-térségben Hispaniola szigetén endemikus faj. A szigeten osztozó mindkét ország, Haiti és a Dominikai Köztársaság területén is honos. Hispaniola főszigete mellett őshonos néhány kisebb környékbeli szigeten, így Grande Cayemite, Gonâve, Beata és Saona szigetén is. A természetes élőhelye a szubtrópusi vagy trópusi síkvidéki és hegyi  esőerdők, száraz erdők és száraz szavannák, valamint ültetvények. Állandó, nem vonuló faj.
Ezeken kívül betelepített populációi vannak Puerto Rico, a Brit Virgin-szigetek és  az Amerikai Virgin-szigetek közül  St. Croix és  St. Thomas szigetén is.

## Megjelenése
Testhossza 28-31 centiméter, testtömege 250-300 gramm.  Tollazata nagy részben zöld színű, fehér homloka és kék koronája van. Barna szeme körül, fehér gyűrűt visel.

## Természetvédelmi helyzete
Korábban Hispaniola szigetén általánosan elterjedt és gyakori faj volt.  A 20. században azonban állományai csökkenésnek indultak. A fő tényező a mezőgazdasági célú erdőirtás, mely eltüntette a partvidéki részekről a madár élőhelyét jelentő erdőket.
Az 1930'-as évekre a sziget középső részén húzódó hegyvidéki erdőkbe húzódott vissza, amelyekben helyenként, főleg a védett területeken ma is elég gyakori faj.
A sziget többi részén viszont ritka, inkább csak kóborlóként tűnik fel.
A Puerto Ricó-i betelepített populáció néhány száz egyedet számlál, de stabil és növekvő tendenciát mutat.

## Életmódja
Gyümölcsökkel, magvakkal, és termesztett növényekkel táplálkozik.